# Богуша
Боґуша або Богуша (пол. Bogusza) — село в Польщі, на  Лемківщині,  в гміні Камйонка-Велика Новосондецького повіту Малопольського воєводства.
Населення — 647 осіб (2011).

## Розташування
Розміщене на висоті 515 м над рівнем моря в долині потоку Королівка у Горах Грибівських (частина Низьких Бескидів).

## Історія
Перша письмова згадка походить з 1460 року — краківський підкоморій Миколай Пенянжек дає дозвіл селянам Богуші те Більцареви на вирубування дерев і випас свиней у лісах на південь від села. З листа також зрозуміло, що обидва села належало до Грибівського негродового староства, яке було королівською власністю.
З наступного документу від 1526 року відомо, коли разом з іншими селами староства (Грудек, Біла Нижня, Біла Вишня, Сюлкова, Канцльова і Більцарева) перейшло до рук Яна Бучинського з Ольшин. В 1529 році грибівські маєтності викупив у Бучинського королівський придворний Станіслав Пенянжек з Івановіц, у 1544 р. ввів волоське право і продав посаду солтиса Івану Радзу, нащадки якого були солтисами аж до XVIII ст. Після Пенянжків усе староство попало до рук краківського воєводи і старости Станіслава Любомирського, який дозволив відкриття парафії в 1627 р. та побудови церкви святого Димитрія в Богуші. На кінець XVII ст. в селі було 9 господарств і діяв водяний млин. Потім староством володіли почергово Ґродзєнські, Денгофи, Тарковські та Водзіцькі. З 1785 року село належало до маєтностей австрійського цісаря.
З листопада 1918 по січень 1920 село входило до складу Лемківської Республіки. В селі була москвофільська читальня імені Качковського. 671 селянин (крім 26) на 1936 рік перейшли до Польської православної церкви.
До середини XX ст. в регіоні переважало лемківсько-українське населення. У 1939 році з 680 жителів села — 675 українців і 5 поляків. До 1945 р. в селі була греко-католицька церква парафії Королева Руська Грибівського деканату, метричні книги велися з 1728 року.
Після Другої світової війни Лемківщина, попри сподівання лемків на входження в УРСР, була віддана Польщі, а корінне українське населення примусово-добровільно вивозилося в СРСР. Згодом, у період між 1945 і 1947 роками, у цьому районі тривала боротьба між підрозділами УПА та радянським військами. Ті, хто вижив, 1947 року під час Операції Вісла були ув'язнені в концтаборі Явожно або депортовані на понімецькі землі Польщі, натомість заселено поляків.
Польські історики всупереч історичним реаліям твердять про початкове польське населення Лемківщини, яке невідомо коли і невідомо чому раптом стало лемківським, але саме такі антинаукові твердження стали підставою для державного етноциду українців поляками.
У 1975-1998 роках село належало до Новосондецького воєводства.

## Пам'ятки
У селі є дві давні церкви (тепер — костели): греко-католицька дерев'яна церква святого Димитрія 1858 року і православна церква з 1930 р.

## Демографія
Демографічна структура станом на 31 березня 2011 року:
|          | Загалом | Допрацездатний вік | Працездатний вік | Постпрацездатний вік |
| -------- | ------- | ------------------ | ---------------- | -------------------- |
| Чоловіки | 309     | 85                 | 203              | 21                   |
| Жінки    | 338     | 105                | 197              | 36                   |
| Разом    | 647     | 190                | 400              | 57                   |